# Rio Botičo

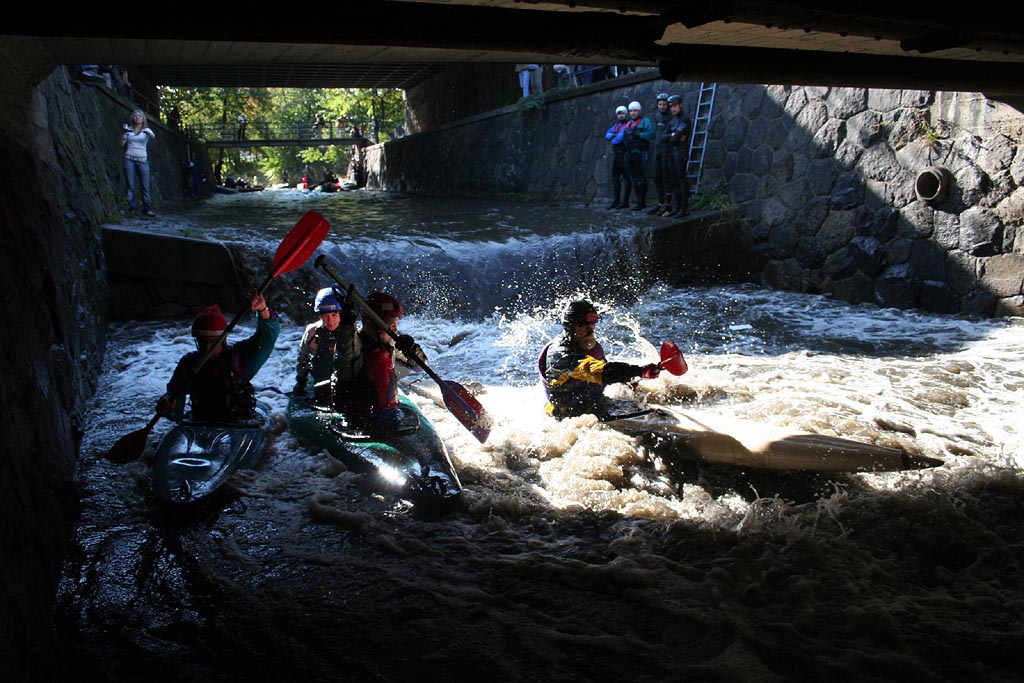
Tři lodě splouvají jez U Seřadiště na Botiči ve Vršovicích.

Rio Botičo je vodácká sportovní akce na potoce Botič v Praze, která se koná jednou ročně na podzim. Hromadné nezávodní splutí potoka organizuje pro veřejnost vodácký oddíl TJ KOTVA Braník. Splouvá se 13,5 km potoka. Horní polovina toku z Hostivaře do Záběhlic je přírodní, zatímco druhá polovina až do Podskalí na Vltavě je plně regulovaná a na dolním konci Nuslí mizí v tunelu. Hlavními překážkami je několik stupňů a jezů s velkými vodními válci a také několik dlouhých tunelů, kterými Botič protéká. Nejdelší tunel měří 0,75 km a ústí do Vltavy pod železničním mostem.

## Vypouštění Hostivařské přehrady
Botič lze splout na kajaku, kanoi nebo nafukovacím člunu v rámci vypouštění vody z Hostivařské přehrady do koryta Botiče. Průměrný průtok pod Hostivařskou přehradou činí 0,35 m³/s, kdežto při Rio Botičo dosahuje až na 4 m³/s. Důvodem každoročního vypouštění přehrady je snižování provozní hladiny z letního stavu na zimní stav. 

## Historie
Historie vodácké akce Rio Botičo sahá do 70. let 20. století, kdy proběhly první ročníky jen s několika posádkami. Počet účastníků se postupně zvětšoval. Po sametové revoluci se akce mezi lety 1989 a 1999 nekonala. V roce 2000 byla akce obnovena a koná se každý rok. Výjimkou byly roky 2007 (revitalizace koryta Botiče Na Fidlovačce v Nuslích), 2011 (odbahnění Hostivařské přehrady), 2020 (nouzový stav vzhledem k pandemii covidu-19), 2021 a 2022 (výstavba dodatkového bezpečnostního přelivu Hostivařské přehrady), 2023 (stavba v korytě).
Statistiky účasti se nevedou, ale organizátoři odhadují v posledních letech účast na 500 až 800 vodáků a přibližně poloviční počet lodí.